# بلوچ (فیلم)
بلوچ فیلمی به کارگردانی و نویسندگی مسعود کیمیایی است که در سال ۱۳۵۱ خورشیدی منتشر شد.

## خلاصه داستان
همسر بلوچ برای آرد کردن گندم به آسیاب دور افتاده در بیابانی خارج از خاش رفته و حالا دو قاچاقچی در آن خلوت به او تجاوز می‌کنند. زن قصد خودکشی دارد ، اما موفق نمی‌شود و بلوچ (بهروز وثوقی) به جرم قتل دو قاچاقچی به زندان می‌افتد. اما آن دو متجاوز زنده اند. بلوچ از زندان آزاد می‌شود و زن برای او تعریف می‌کند که چطور بعد از این تجاوز باردار شده و بچه را سقط کرده است. بلوچ پس از دوازده سال از زندان آزاد می‌شود، و رد قاچاقچی‌هایی را که به همسرش تجاوز کرده‌اند می‌یابد. او عبدالله، یکی از قاچاق چی‌ها، را در مغازه اش به قتل می‌رساند، اما قبل از پیدا کردن امیر، سرکردهٔ قاچاق چی‌ها، با زنی به نام فرنگیس آشنا می‌شود که سعی دارد بلوچ را از فکر کشتن امیر منصرف کند. بلوچ به رابطهٔ امیر و فرنگیس پی می‌برد و امیر را به قتل می‌رساند. سپس همسرش را در خانه‌ای می‌یابد و همراه او به زادگاهش، که روستائی ویران شده و متروک است، بازمی‌گردد.

## بازیگران
- بهروز وثوقی در نقش بلوچ
- ایرن زازیانس در ننقش فرنگیس
- منوچهر فرید در نقش امیر
- جلال پیشوائیان در نقش عبدالله
- شهرزاد در نقش معصومه
- امرالله صابری
- احمد هاشمی در نقش قاچاقچی
- خسرو گلستانی در نقش قاچاقچی
- زرین
- غیاثی
- مهدی میرزادگی
- نظام‌الدین شفایی
- پروین دولتشاهی
- عشقی
- چنگیز وثوقی در نقش موتورسوار
- بهزاد وثوقی در نقش موتورسوار
- بهارک در نقش زن بلوچ